# 珞珈三女杰
珞珈三女杰是指国立武汉大学中文系教授苏雪林、外文系教授袁昌英和文學家凌叔华，亦称“珞珈林山三个文学朋友”（珞珈三杰）。三人在生活中是很好的朋友，同时也都是自“五四”以来的中国文坛上很有名气的女作家。

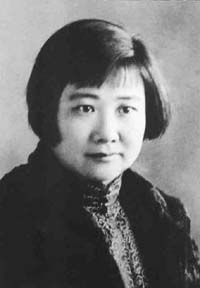
苏雪林
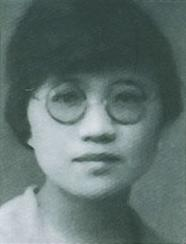
袁昌英
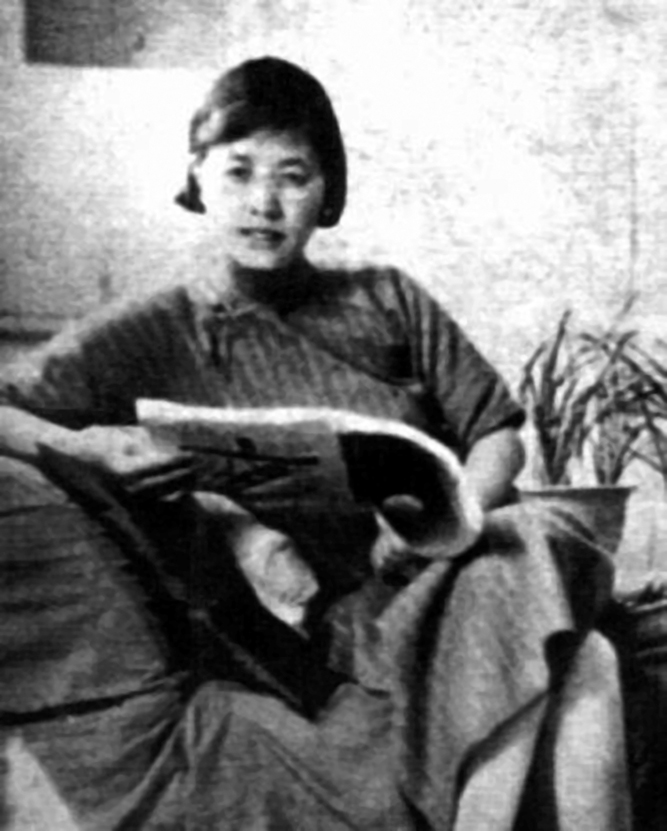
凌叔华

## 苏雪林

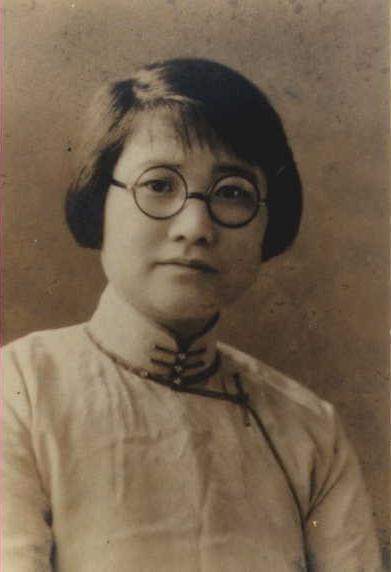
1933年苏雪林于武大

苏雪林是文豪苏辙第38代嫡孙，其长篇自传体小说《棘心》（中国第一部描写留学生生活的小说）和散文集《绿天》在中国现代文坛上产生过较大影响。她与新文化运动的三位领袖人物李大钊、胡适、陈独秀都有交往。是李、胡的学生，对陈独秀还经历了由憎恨到钦佩的戏剧性变化。
苏雪林1931年受聘于国立武汉大学，直至1949年赴台。主要讲授中国文学史，基本国文和新文学研究。1937年4月，她将自己多年积蓄的薪金、版税和稿费共计51两金条，全部捐献给正处危难中的祖国作抗战之用。在鲁迅生前，苏雪林对鲁迅大加赞美，在鲁迅面前谦虚的称自己为“学生”。鲁迅去世后，苏雪林突然开始对发文对鲁迅人身攻击，以及对他文学事业个人品德所有行为进行彻底否定。“反鲁”几乎成了她后半生全部事业。1998年5月，曾回安徽黄山黄山区永丰乡岭下苏家村老家。1999年4月在台南辞世，她也是中国现代文坛最长寿的作家。

## 袁昌英
袁昌英是获得爱丁堡大学文学硕士学位（1921年）的第一位中国女性。她以现代主义重新创作的剧作《孔雀东南飞》，散文《游新都后的感想》和《再游新都的感想》开创了中国女作家的创作先河。她也是一名外国文学研究家，艺术史家。
袁昌英1928年受聘于国立武汉大学，1930年，袁昌英的丈夫杨端六也受聘于武大。后来由于有越来越多的夫妻留学生要进武大，学校就立了夫妻两人不能同时在武大教课这么一项规矩，他俩是唯一的例外。九·一八事变发生后，她带领学生为马占山将军领导的抗日义勇军奔走募捐，日夜赶制寒衣。抗战胜利后，曾倡议创办一所中国女子大学，未能如愿。中华人民共和国成立后，她将自己的藏书几乎全部捐献给武大图书馆。抗美援朝期间，夫妇俩是所有武大教师中捐钱最多的。1957年“反右运动”中袁昌英被划为右派，文革时又遭迫害，1973年4月逝世于湖南醴陵老家。其子杨弘远亦为武汉大学教授，中国科学院院士，中国被子植物胚胎学的开拓者之一。

## 凌叔华

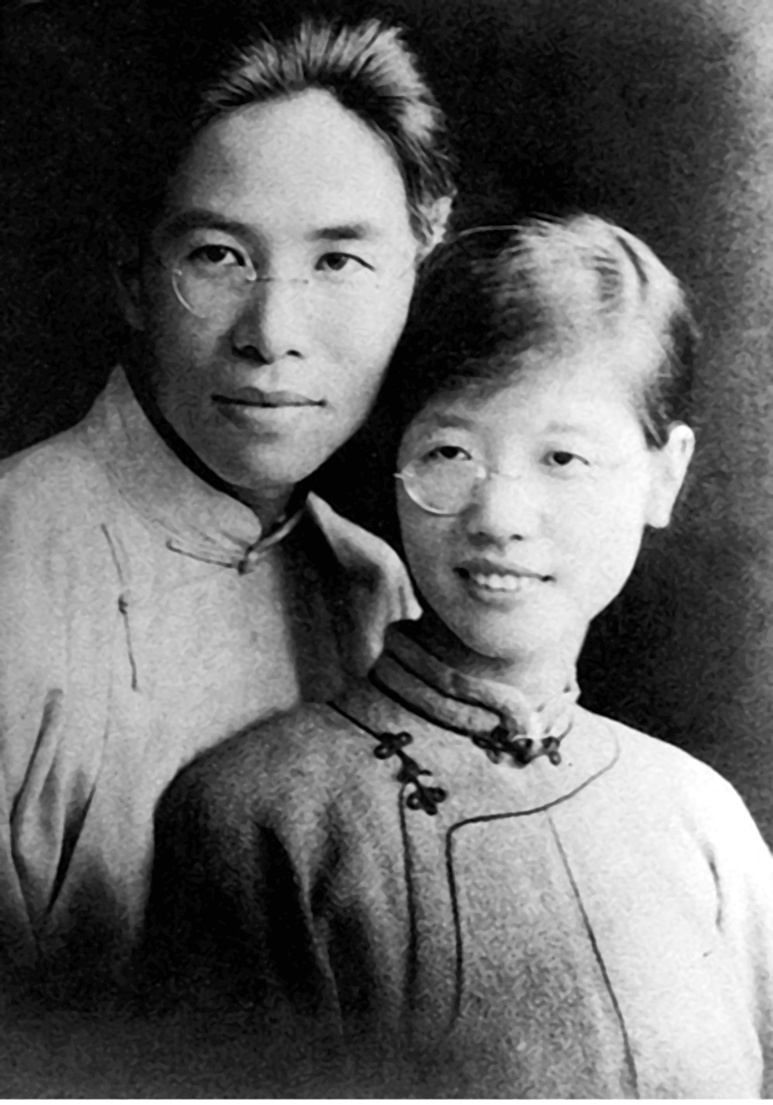
陈源、凌叔华夫妇摄于新婚后

凌叔华以短篇小说《酒后》在文学界成名，同时也是画坛高手。鲁迅曾指出凌叔华的小说描写的是“高门巨族的精魂”。英文师从辜鸿铭，与冰心、林徽因一同被誉为1930年代“北方文坛的三位才女”。1924年春，因北大指派陈西滢和徐志摩负责接待泰戈尔来华访问，而同时与两人相识。淩叔华的大书房也成了中国最早的沙龙，她与徐志摩的关系一度走得很近，经女儿陈小滢证实凌淑华曾追求过徐志摩未果，徐志摩只将其当作朋友。凌叔华转而与陈西滢恋爱结婚。
1925年10月-11月，凌淑华两次被曝光“剽窃”，“抄袭”国外名家的作品，虽有其他内情，但皆确有其事。陈西滢认为是揭露凌淑华剽窃的文章是鲁迅所写，为给女友出气，于是反诬鲁迅抄袭，使鲁迅长期蒙冤，引发鲁迅与陈西滢的骂战。
1928年，陈西滢受聘于国立武汉大学，凌叔华也随同丈夫前往。1935年10月，淩叔华疯狂追求到武大任教的英国青年诗人、弗吉尼亚·伍尔夫的侄子朱利安·贝尔（Julian Bell），二人发生了婚外情。凌叔华坚决要与朱利安结婚，而朱利安却无此打算另有女友。凌叔华以死逼婚失败，与朱利安分手。陈西滢要求离婚，凌淑华为避免身败名裂拒绝离婚，二人此后虽未离婚但分居渐无交流直至陈西滢去世。抗战爆发后，她随校迁往四川乐山，其间在成都、乐山接连开了几次画展，两年后到燕京大学任教。1947年起，全家人在英国定居。1953年，她在与伍尔芙以前的通信的鼓励下，用英文写成的带有自叙传色彩的小说《古韵》（Ancient Melodies，又译作《古歌集》）由英国荷盖斯出版社（The Hogarth Press）出版时，曾经引起英国评论界的重视，成了畅销书。1989年12月，她以耄耋之年坐着轮椅落叶归根。1990年5月病逝于北京。